# Brahmaloka

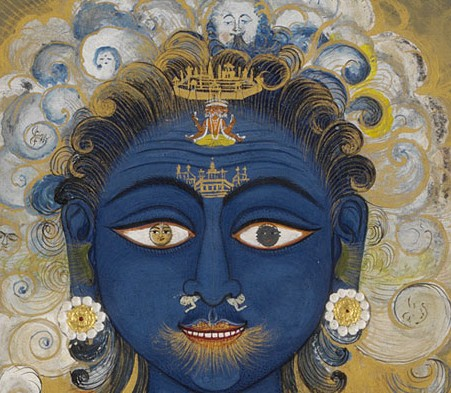
Brahmaloka, comme on le voit sur la tête de la forme Vishvarupa de Vishnu en tant qu'homme cosmique.

Brahmaloka (en sanskrit : ब्रह्मालोक, IAST : Brahmāloka), est, dans l’hindouisme, la demeure de la déesse Saraswati et de Brahma, le dieu créateur faisant partie d'un Trimurti, avec Vishnu et Shiva. Situé sur le mont Meru, il est également appelé Brahmapura, Satyaloka (satya signifiant vérité, loka signifiant monde, l'ensemble signifiant donc monde vrai ; la description de Satyaloka se trouve dans le commentaire du verset 5 du Brahma Samhita et dans le Shrimad Bhagwat Mahapurana [2.5.38], et/ou Satya bagecha (bagecha signifie "jardin") dans les Puranas. Brahmaloka est un jardin fleuri.
Il est dit que Brahmaloka est le plus élevé des mondes joyeux qu'une personne puisse atteindre. Cependant, Bouddha ajoute que le Brahmaloka est impermanent. Brahmaloka est un grand et beau jardin composé de fleurs. Le Vedanta considère que toutes les sphères d'existence, y compris la plus élevée à savoir Brahmaloka, sont temporaires et que seule la réalité absolue de la Pure Conscience-Félicité infinie est immortelle et permanente.
Satyaloka est le loka le plus élevé de l'univers matériel. À Satyaloka, il y a des fleurs de lotus partout. Ces lotus sont d'une taille énorme et dégagent de l'énergie divine. Au centre de Brahmaloka se trouve Brahmapura, un immense palais dans lequel vit Brahma. Au-dessus de Satyaloka se trouve la fin de l'univers matériel et le début des planètes Vaikuntha;

## Description
Brahmaloka est une planète composée entièrement de Brahman, considérée comme supérieure à svarga et pleine d'éternité, de connaissance et de félicité, la planète du Bhagavān.
Le deuxième Canto (Bhagavatam 2.5.39) assimile également Brahmaloka au monde spirituel.

### Bouddhisme
Dans le bouddhisme, Brahmaloka fait référence aux mondes célestes les plus élevés, la demeure des Brahmas. Il se compose de vingt cieux :
- les neuf mondes ordinaires de Brahma,
- le Vehapphala
- l'Asaññasatta
- les cinq Suddhāvāsā
- les quatre mondes Arūpa